# Kaan Arslanoğlu
Kaan Arslanoğlu (* 1959) ist ein türkischer Psychiater, Journalist und Schriftsteller.
Arslanoğlu lebt in Istanbul. Als Journalist begleitete er vor allem den Militärputsch in der Türkei 1980 und seine Folgen. Die Situation der Intellektuellen und politischen Aktivisten jener Zeit sind auch der Gegenstand seines Romans Charaktere, der 2000 in deutscher Übersetzung erschien. Das psychologisch vielschichtig angelegte Werk zeichnet die Entwicklung verschiedener Charaktere nach, „um zu erkunden, was die türkische Gesellschaft der achtziger Jahre bestimmt hat“ (FAZ).

## Werke (Auswahl)
- Devrimciler (Roman, 1988)
- Kimlik (Roman, 1989)
- Çağrısız Hayalim (Roman, 1992)
- Kişilikler (Roman, 1995)
- Öteki Kayıp (1998)
- İntihar (Roman, 1999)
- Yanılmanın Gerçekliği (İnceleme, 1994)
- Politik Psikiyatri, Adam Yayınları, Temmuz 2003 (Üçüncü Basım)

## In deutscher Übersetzung
- Charaktere. Übersetzung aus dem Türkischen von Sabine Adatepe. Unrast, Münster 2000,  ISBN 3-89771-641-0